# 全国高等学校野球選手権大会北四国大会
全国高等学校野球選手権大会北四国大会（ぜんこくこうとうがっこうやきゅうせんしゅけんたいかいきたしこくたいかい）は、1948年（第30回）から1975年（第57回）まで行われていた全国高等学校野球選手権大会の香川・愛媛を対象とした地方大会である。

## 使用球場
- 高松市立中央球場
- 松山市営球場

## 大会結果
| 大会（年度）         | 優勝校（代表校） | 決勝スコア | 準優勝校         | 備考     | 全国大会成績 |
| -------------------- | ---------------- | ---------- | ---------------- | -------- | ------------ |
| 第30回大会（1948年） | 丸亀（香川）     | 6 - 2      | 八幡浜商（愛媛） |          | 初戦敗退     |
| 第31回大会（1949年） | 高松一（香川）   | 4 - 1      | 丸亀一（香川）   | 延長12回 | ベスト4      |
| 第32回大会（1950年） | 松山東（愛媛）   | 3 - 0      | 高松商（香川）   |          | 優勝         |
| 第33回大会（1951年） | 高松一（香川）   | 15 - 5     | 高松商（香川）   |          | ベスト4      |
| 第34回大会（1952年） | 松山商（愛媛）   | 6 - 0      | 八幡浜（愛媛）   |          | ベスト8      |
| 第35回大会（1953年） | 松山商（愛媛）   | 3 - 0      | 高松商（香川）   |          | 優勝         |
| 第36回大会（1954年） | 高松商（香川）   | 1 - 0      | 高松（香川）     | 延長21回 | 2回戦        |
| 第37回大会（1955年） | 坂出商（香川）   | 6x - 5     | 高松商（香川）   | 延長11回 | 準優勝       |
| 第38回大会（1956年） | 西条（愛媛）     | 5 - 2      | 松山商（愛媛）   |          | ベスト4      |
| 第39回大会（1957年） | 坂出商（香川）   | 1 - 0      | 松山商（愛媛）   | 延長13回 | ベスト8      |
| 第41回大会（1959年） | 西条（愛媛）     | 2 - 0      | 高松商（香川）   |          | 優勝         |
| 第42回大会（1960年） | 西条（愛媛）     | 2 - 1      | 松山商（愛媛）   | 延長11回 | 初戦敗退     |
| 第43回大会（1961年） | 松山商（愛媛）   | 2 - 1      | 多度津工（香川） |          | 2回戦        |
| 第44回大会（1962年） | 西条（愛媛）     | 7 - 2      | 高松商（香川）   |          | ベスト4      |
| 第46回大会（1964年） | 今治南（愛媛）   | 4 - 0      | 高松（香川）     |          | 初戦敗退     |
| 第47回大会（1965年） | 高松商（香川）   | 2x - 1     | 松山商（愛媛）   |          | 初戦敗退     |
| 第48回大会（1966年） | 松山商（愛媛）   | 5 - 0      | 高松一（香川）   |          | 準優勝       |
| 第49回大会（1967年） | 今治南（愛媛）   | 2 - 0      | 松山商（愛媛）   |          | 2回戦        |
| 第51回大会（1969年） | 松山商（愛媛）   | 4 - 0      | 高松商（香川）   |          | 優勝         |
| 第52回大会（1970年） | 高松商（香川）   | 1x - 0     | 坂出商（香川）   |          | ベスト4      |
| 第53回大会（1971年） | 今治西（愛媛）   | 2 - 0      | 高松一（香川）   |          | 2回戦        |
| 第54回大会（1972年） | 高松一（香川）   | 4 - 0      | 高松商（香川）   |          | ベスト8      |
| 第56回大会（1974年） | 丸亀商（香川）   | 7 - 5      | 高松商（香川）   |          | 初戦敗退     |
| 第57回大会（1975年） | 新居浜商（愛媛） | 5 - 3      | 西条（愛媛）     | 延長10回 | 準優勝       |